# Secret Treaties
Secret Treaties je třetí studiové album americké hardrockové kapely Blue Öyster Cult. Vydáno bylo v dubnu roku 1974 společností Columbia Records. Nahráno bylo ve studiu společnosti Columbia v New Yorku. V hitparádě Billboard 200 se deska umístila na 53. příčce. Album produkovali Murray Krugman a Sandy Pearlman. Členové kapely pro album nenapsali žádný text; jejich autorem je převážně producent Pearlman, přispěl též novinář Richard Meltzer a zpěvačka Patti Smith.

## Seznam skladeb
| Pořadí | Název                    | Hudba                      | Text            | Hlavní zpěv                      | Délka |
| ------ | ------------------------ | -------------------------- | --------------- | -------------------------------- | ----- |
| 1.     | Career of Evil           | Albert Bouchard            | Patti Smith     | Bloom, A Bouchard                | 3:59  |
| 2.     | Subhuman                 | Eric Bloom                 | Sandy Pearlman  | Bloom                            | 4:39  |
| 3.     | Dominance and Submission | Bloom, A. Bouchard         | Pearlman        | A. Bouchard                      | 5:23  |
| 4.     | ME 262                   | Bloom, Donald Roeser       | Pearlman        | Bloom                            | 4:48  |
| 5.     | Cagey Cretins            | A. Bouchard                | Richard Meltzer | Bloom, A. Bouchard, Joe Bouchard | 3:16  |
| 6.     | Harvester of Eyes        | Bloom, Roeser              | Meltzer         | Bloom                            | 4:42  |
| 7.     | Flaming Telepaths        | Bloom, A. Bouchard, Roeser | Pearlman        | Bloom                            | 5:20  |
| 8.     | Astronomy                | A. Bouchard, J. Bouchard   | Pearlman        | Bloom                            | 6:28  |

## Obsazení
- Eric Bloom – zpěv, kytara, klávesy
- Donald „Buck Dharma“ Roeser – kytara
- Allen Lanier – kytara, klávesy, syntezátor
- Joe Bouchard – baskytara, zpěv
- Albert Bouchard – bicí, zpěv